# Szczara (przystanek kolejowy)
Szczara (biał. Шчара, ros. Щара) – przystanek kolejowy w pobliżu miejscowości Fedziuki, w rejonie lachowickim, w obwodzie brzeskim, na Białorusi. Leży na linii Równe – Baranowicze – Wilno.
Nazwa pochodzi od przepływającej w pobliżu przystanku rzeki Szczara.